# Edward William Lane
Edward William Lane (Hereford, 17 de setembro de 1801 — Worthing, 10 de agosto de 1876) foi um escritor, tradutor, lexicógrafo e orientalista britânico.

## Biografia

### Formação
Lane foi o terceiro filho do reverendo Theophilus Lane, e sobrinho do pintor Thomas Gainsborough por parte de mãe. Após a morte de seu pai em 1814, Lane foi mandado para uma Grammar School na cidade de Bath e depois novamente para Hereford onde demonstrou talento para matemática. Ele visitou a Universidade de Cambridge mas não se matriculou em nenhuma faculdade. Ao invés disso, Lane se juntou ao seu irmão Richard em Londres para estudar gravura. Ao mesmo tempo Lane começou seu estudo de árabe de maneira autodidata. Entretanto sua saúde logo se deteriorou. E pelo bem de sua saúde e carreira ele viajou para o Egito.

### No Egito
Lane aportou em Alexandria em setembro de 1825, e logo partiu para o Cairo. Ele permaneceu no Egito por dois anos e meio confundindo-se com os locais por usar trajes turcos — a etnia dominante no Egito de então — e tomou nota e estudou tudo o que viu e ouviu lá. Na Velha Cairo ele viveu perto de Bab al-Hadid estudando várias línguas com o Sheik Muhammad 'Ayyad al-Tantawi, que foi mais tarde convidado a lecionar em São Petersburgo, Rússia. Lane retornou para Londres com volumosas notas de seus estudos em 1828.
O interesse de Lane pelo Antigo Egito pode ter sido despertado por ver uma apresentação de Giovanni Battista Belzoni. Sua ambição original era publicar um artigo sobre o que tinha permanecido do Antigo Egito. E, um editor londrino, John Murray, demonstrou grande interesse em publicara um grandioso projeto, mas depois voltou atrás. Por sugestão de Murray, Lane expandiu um capítulo do projeto original em um livro inteiro. O resultado foi o livro Manners and Customs of the Modern Egyptians (1836), publicado pela Society for the Diffusion of Useful Knowledge. Este trabalho foi parcialmente baseado no livro The Natural History of Aleppo (1756) de Alexander Russell.

### Trabalhos
Lane visitou o Egito novamente a fim de coletar materiais para expandir e revisar seu trabalho, após a Society aceitar a publicação. O livro tornou-se um Best-Seller e deu a Lane grande reputação.
Lane estava consciente de que sua pesquisa estava deficiente pelo fato de ele não ter conseguido dar uma visão mais apurada da mulher egípcia, um aspecto da vida egípcia que tinha particular interesse de seus leitores. Assim, ele foi forçado a confiar em informações passadas por um homem egípcio, como ele explica:
| “ | Muitos esposos de classe média, e alguns outros da alta, falam livremente dos assuntos de harém com quem diga concordar com seus sentimentos morais se eles não tiverem que conversar através de um mediador ou intérprete | ” |

Entretanto, Lane iria enviar sua irmã Sophia Lane Poole, que teria acesso a areas restritas a mulheres como haréns e casas de banho, para reportar o que ela encontrasse. Este esforço resultou no livro The Englishwoman in Egypt: Letters from Cairo, written during a residence there in 1842, 3 & 4, with E.W. Lane, Author of "The Modern Egyptians" By His Sister (o nome da irmã de Poole acabou não aparecendo). The Englishwoman in Egypt contém uma série de trabalhos nãopublicados de Lane alterados de tal forma que parecesse a perspectiva de Poole.
O seguinte maior projeto de Lane foi a tradução de As Mil e uma Noites. Sua primeira versão viria em partes mensais publicas entre 1838 e 1840, publicado em 3 volumes em 1840 e uma edição revisada em 1859. As opiniões variaram muito sobre a qualidade desta tradução, desde pessoas que adoraram até pessoas que recriminaram-na. As anotações enciclopédicas desta obra foram publicadas postumamente em 1883 por seu sobrinho Stanley Lane-Poole com o título de Arabian Society in the Middle Ages .

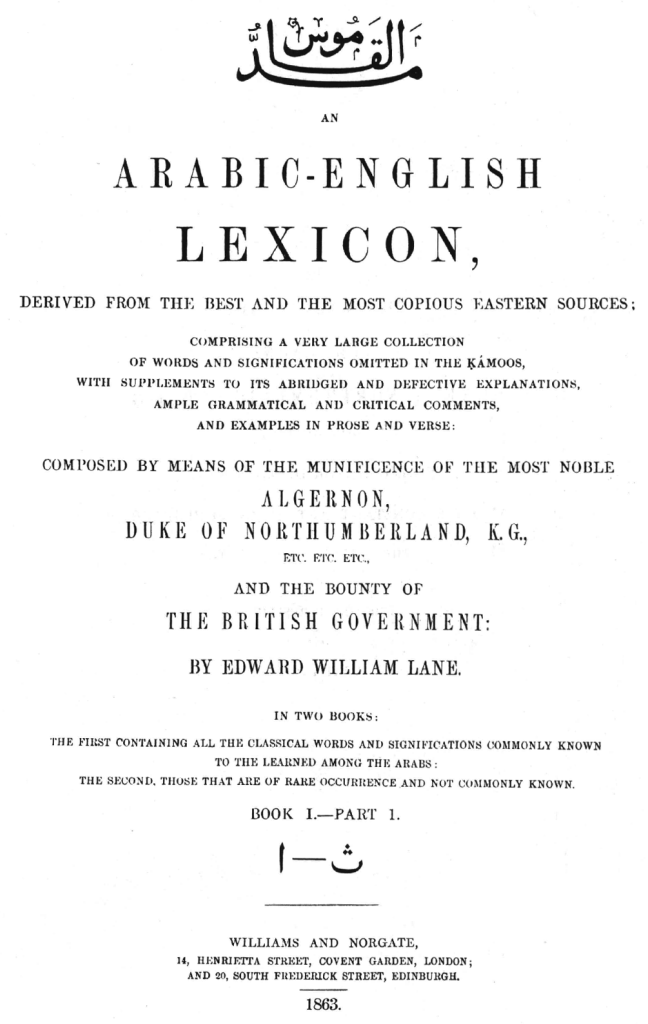
Capa do Arabic-English Lexicon.

Em 1840, Lane casou-se com Nafeesah, uma mulher com ascendencia grega e egípcias que foi apresentada ou comprada por Lane quando ela tinha oito anos e quem ele tinha empreendido educar.
A partir de 1842, ele devotou-se ao monumental Arabic-English Lexicon, dicionário arábe-inglês, e encontrou tempo para contribuir com muitos artigos para a revista da German Oriental Society.
O livro Selections from the Kur'an surgiu em 1843 e não foi sucesso nem de crítica nem comercial e estava repleto de erros de impressão. E, nessa época, Lane foi ao Egito pela terceira vez, juntamente com sua esposa, irmã e dois sobrinhos, para coletar materiais para um planejado dicionário. Lane não consegui completar seu dicionário, ele estava na letra Qoph, a 21ª letra do alfabeto árabe, quando morreu em 1876.
Em 1854, um trabalho anônimo intitulado The Genesis of the Earth and of Man foi editado e publicado pelo neto de Lane, Reginald Stuart Poole. Este trabalho é atribuído por alguns à Lane.
A parte relativa a história e topografia de Cairo no livro Description of Egypt, baseado no trabalho de Almacrizi e observações próprias de Lane, foi revisto em 1847 e publicado em 1896 por Reginald Stuart Poole com o título de  Cairo Fifty Years Ago. O livro inteiro Description of Egypt foi publicado pela American University in Cairo no ano 2000.

## Biografias
- Ahmed, Leila (1978, Londres). Edward W Lane, Longman.
- Lane-Poole, Stanley (1877, Londres). Life of Edward William Lane, Williams and Norgate.